# Gymnofobie
Gymnofobie je strach (fobie) z nahoty. Lidé trpící gymnofobií pociťují z nahoty úzkost, a to i když si uvědomují, že je jejich strach iracionální. Mohou mít strach z toho, že uvidí jiné lidi nahé, že budou sami viděni nazí, či z obou případů. Jejich strach může pramenit z obecné úzkosti spojené se sexualitou, ze strachu, že jsou fyzicky méněcenní, nebo ze strachu, že je nahota činí odhalené a nechráněné. Název této fobie pochází z řeckých slov gymnos (nahý) a phobos (strach).
Nahotě na veřejnosti obecně zabraňuje cudnost (jinak též ostýchavost či stydlivost). Vyhýbání se nahotě v soukromí může být pokračováním cudnosti, případně prudérnosti nebo studu z vlastního těla. Jako gymnofobie se však kvalifikuje pouze skutečný strach z nahoty. Diagnostikování úzkostné poruchy může být provedenou pouze v případě, že dotyčný nemá strach z nahoty pod kontrolou či tehdy, když strach zasahuje do jeho každodenního života.